# Grand Prix du canton d'Argovie 2017
Le Grand Prix du canton d'Argovie 2017 est la 54e édition de cette course cycliste sur route masculine, disputée dans le canton d'Argovie en Suisse. Il a eu lieu le 8 juin 2017 et fait partie du calendrier UCI Europe Tour 2017 en catégorie 1.HC. Le coureur italien Sacha Modolo, de l'équipe UAE Team Emirates, remporte la course. Il s'impose au sprint devant John Degenkolb (Trek-Segafredo) et Niccolò Bonifazio (Bahrain-Merida).

## Équipes
| WorldTeams (10)- Astana - Dimension Data - Trek-Segafredo - BMC Racing Team - UAE Team Emirates - Orica-Scott - Katusha-Alpecin - Bora-Hansgrohe - Bahrain-Merida - AG2R La Mondiale Équipes continentales professionnelles (5)- Sport Vlaanderen-Baloise - Wanty-Groupe Gobert - Androni Giocattoli - Gazprom-RusVelo - Nippo-Vini Fantini Équipes continentales (2)- Roth-Akros - Vorarlberg Équipe nationale- Suisse |
| |

### Classement final
| \| Classement général \| Classement général \| Classement général \| Classement général \| Classement général \| \| Coureur \| Coureur \| Pays \| Équipe \| Temps \| \| ------------------ \| --------------------------- \| ------------------ \| ------------------ \| ------------------ \| \| 1er \| Sacha Modolo \| Italie \| UAE Team Emirates \| 4 h 26 min 22 s \| \| 2e \| John Degenkolb \| Allemagne \| Trek-Segafredo \| + 0 s \| \| 3e \| Niccolò Bonifazio \| Italie \| Bahrain-Merida \| + 0 s \| \| 4e \| Michael Albasini \| Suisse \| Orica-Scott \| + 0 s \| \| 5e \| Reinardt Janse van Rensburg \| Afrique du Sud \| Dimension Data \| + 0 s \| \| 6e \| Baptiste Planckaert \| Belgique \| Katusha-Alpecin \| + 0 s \| \| 7e \| Marco Canola \| Italie \| Nippo-Vini Fantini \| + 0 s \| \| 8e \| Pierpaolo De Negri \| Italie \| Nippo-Vini Fantini \| + 0 s \| \| 9e \| Oscar Gatto \| Italie \| Astana \| + 0 s \| \| 10e \| Sam Bennett \| Irlande \| Bora-Hansgrohe \| + 0 s \| |                             |                |                    |                 |
| |                             |                |                    |                 |
| Source : ProCyclingStats |                             |                |                    |                 |
| Classement général |                             |                |                    |                 |
| Coureur | Coureur                     | Pays           | Équipe             | Temps           |
| 1er | Sacha Modolo                | Italie         | UAE Team Emirates  | 4 h 26 min 22 s |
| 2e | John Degenkolb              | Allemagne      | Trek-Segafredo     | + 0 s           |
| 3e | Niccolò Bonifazio           | Italie         | Bahrain-Merida     | + 0 s           |
| 4e | Michael Albasini            | Suisse         | Orica-Scott        | + 0 s           |
| 5e | Reinardt Janse van Rensburg | Afrique du Sud | Dimension Data     | + 0 s           |
| 6e | Baptiste Planckaert         | Belgique       | Katusha-Alpecin    | + 0 s           |
| 7e | Marco Canola                | Italie         | Nippo-Vini Fantini | + 0 s           |
| 8e | Pierpaolo De Negri          | Italie         | Nippo-Vini Fantini | + 0 s           |
| 9e | Oscar Gatto                 | Italie         | Astana             | + 0 s           |
| 10e | Sam Bennett                 | Irlande        | Bora-Hansgrohe     | + 0 s           |